# Tynda (fiume)
La Tynda (in russo Тында?, nel corso superiore Большая Тында, Bol'šaja Tynda) è un fiume della Siberia Orientale, affluente di sinistra dell'Urkan (bacino idrografico dell'Amur). Scorre nell'oblast' dell'Amur, in Russia. 
Il fiume è formato dalla confluenza dei due rami sorgentizi Levaja Tynda e Pravaja Tynda che scendono dalle pendici meridionali dei monti Tukuringra. La lunghezza del fiume è di 146 km, l'area del suo bacino è di 2 990 km². Scorre lungo l'altopiano dell'Amur e della Zeja formando canali e laghi. Il corso è tortuoso. Sfocia nel fiume Urkan, a 78 km dalla sua foce. Quasi per tutta la sua lunghezza funge da confine tra i distretti Tyndinskij, Zejskij e Magdagačinskij dell'oblast'.